# 孔德坊
孔德坊（1929年4月—2023年6月20日），山東济南市人，祖籍曲阜。孔子第七十七代孫，為清朝衍圣公孔昭煥後裔，遷居成都市。中国工程地质学家，曾任成都地质学院教授、博士生导师。

## 生平
2023年6月20日上午十點半，孔德坊在成都市病逝，享壽九十四歲。

## 家庭
孔德坊之父孔令烜為貤封衍圣公孔憲增的玄孫，出自孔子世家近支五凝堂中的「凝祉堂」。
- 父親：孔令烜（1896年—1958年），字耀卿，美国威斯康星大学硕士畢業，山東農學院教授，與賈淑孫育有一女三子[4]
  - 姐姐：孔德址（1925年生），山东师范大学畢業，丈夫李敬之
  - 大哥：孔德堂（1927年—1932年），早夭
  - 三弟：孔德堋（1933年生），與陳汝婧育有二女
    - 姪女：孔瑩（1962年生），譜名「孔維鑠」，伊利諾大學碩士畢業；遷居美國擔任高級工程師，丈夫湯利安
    - 姪女：孔枚（1965年生），譜名「孔維鈺」，廣州外貿學院畢業；遷居北京市，丈夫商永昇

孔德坊與張惠英育有一女一子：
- 女兒：孔銳（1962年生），譜名「孔維鈃」，畢業於長春光學精密機械學院；中國地質大學經濟管理學院教授，丈夫陳建平[5]
- 兒子：孔維（1965年生），譜名「孔維錚」，畢業於瀋陽航空學院；成都飞机工业集团高級工程師、副總設計師，與何傑育有一女[6]
  - 孫女：孔一寧（2004年生），譜名「孔垂涵」